# Relevant (Ain)
Relevant ist eine französische Gemeinde mit 467 Einwohnern (Stand: 1. Januar 2022) im Département Ain in der Region Auvergne-Rhône-Alpes. Sie gehört zum Arrondissement Bourg-en-Bresse und zum Kanton Villars-les-Dombes.

## Geografie
Relevant liegt etwa 18 Kilometer südwestlich von Bourg-en-Bresse am Nordwestrand der Seenlandschaft Dombes.

### Nachbargemeinden
Umgeben wird Relevant von den Nachbargemeinden Châtillon-sur-Chalaronne im Norden und Nordosten, Sandrans im Osten und Süden, Saint-Trivier-sur-Moignans im Südwesten und Westen sowie Baneins im Nordwesten.

## Bevölkerungsentwicklung
| Jahr                       | 1962 | 1968 | 1975 | 1982 | 1990 | 1999 | 2010 | 2021 |
| Einwohner                  | 308  | 254  | 262  | 331  | 327  | 367  | 466  | 467  |
| Quellen: Cassini und INSEE |      |      |      |      |      |      |      |      |

## Sehenswürdigkeiten
- Kirche Saint-Cyr aus dem 19. Jahrhundert
- Reste der Wallburg von Chanterelle

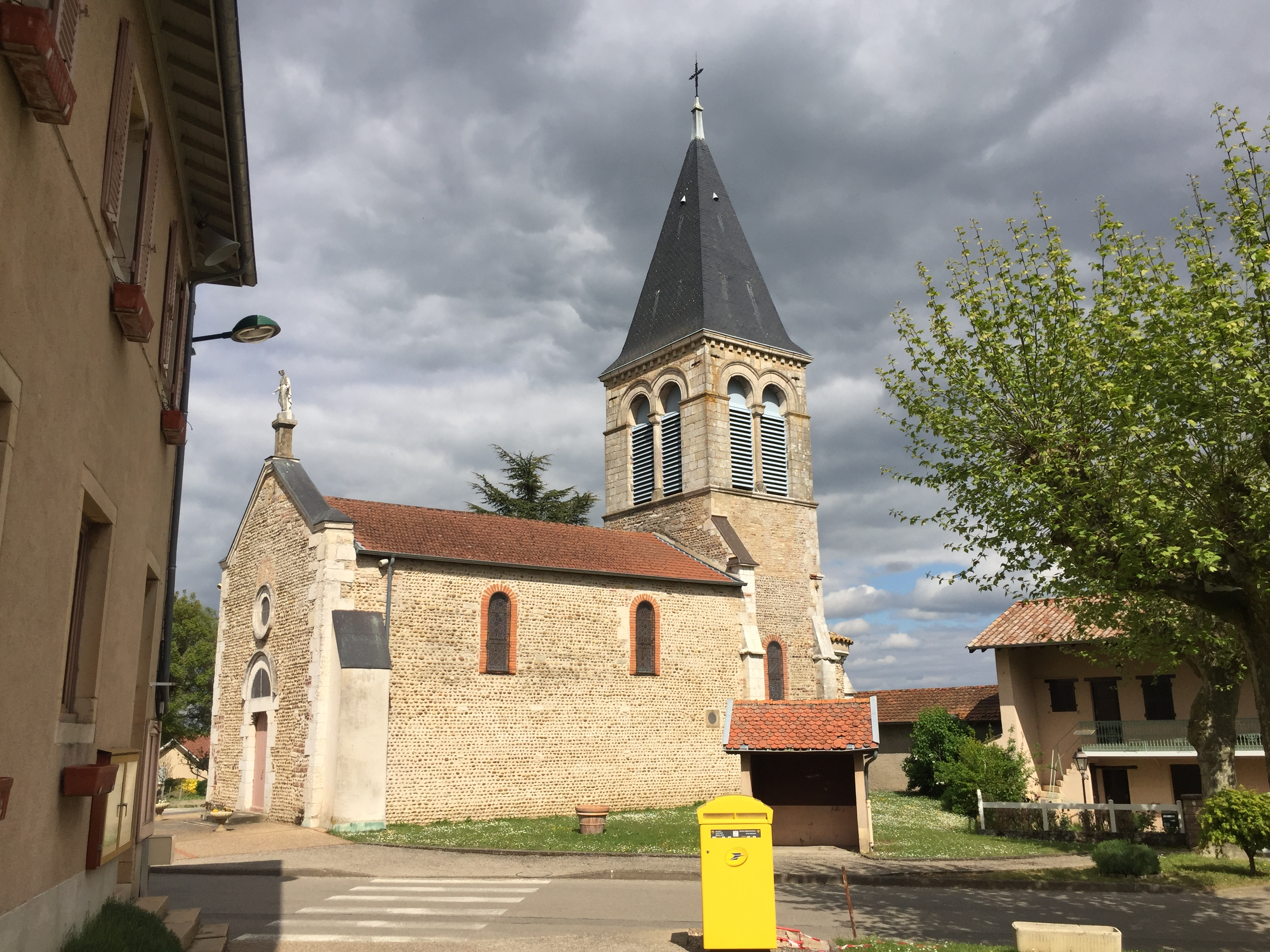
Kirche Saint-Cyr
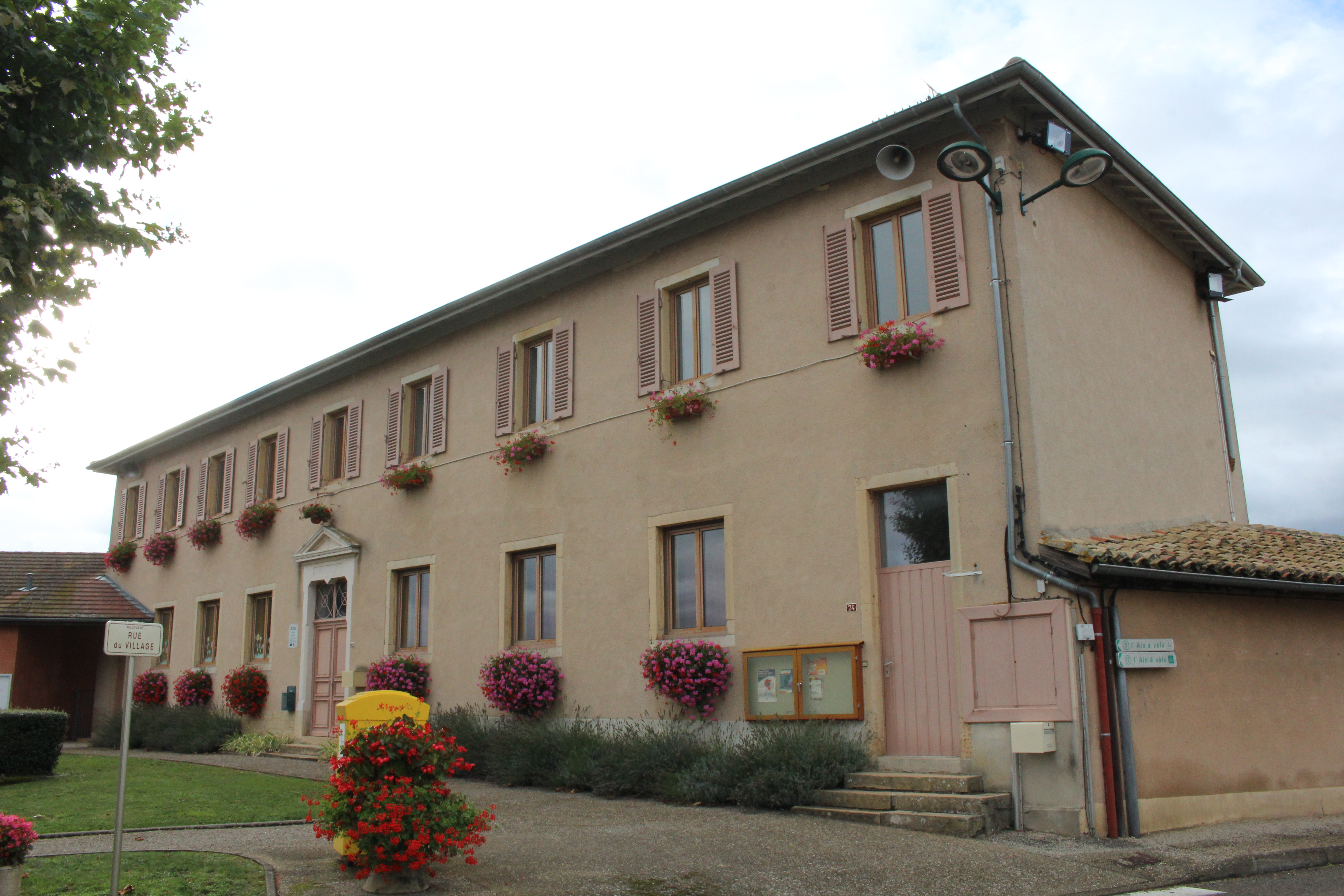
Schule
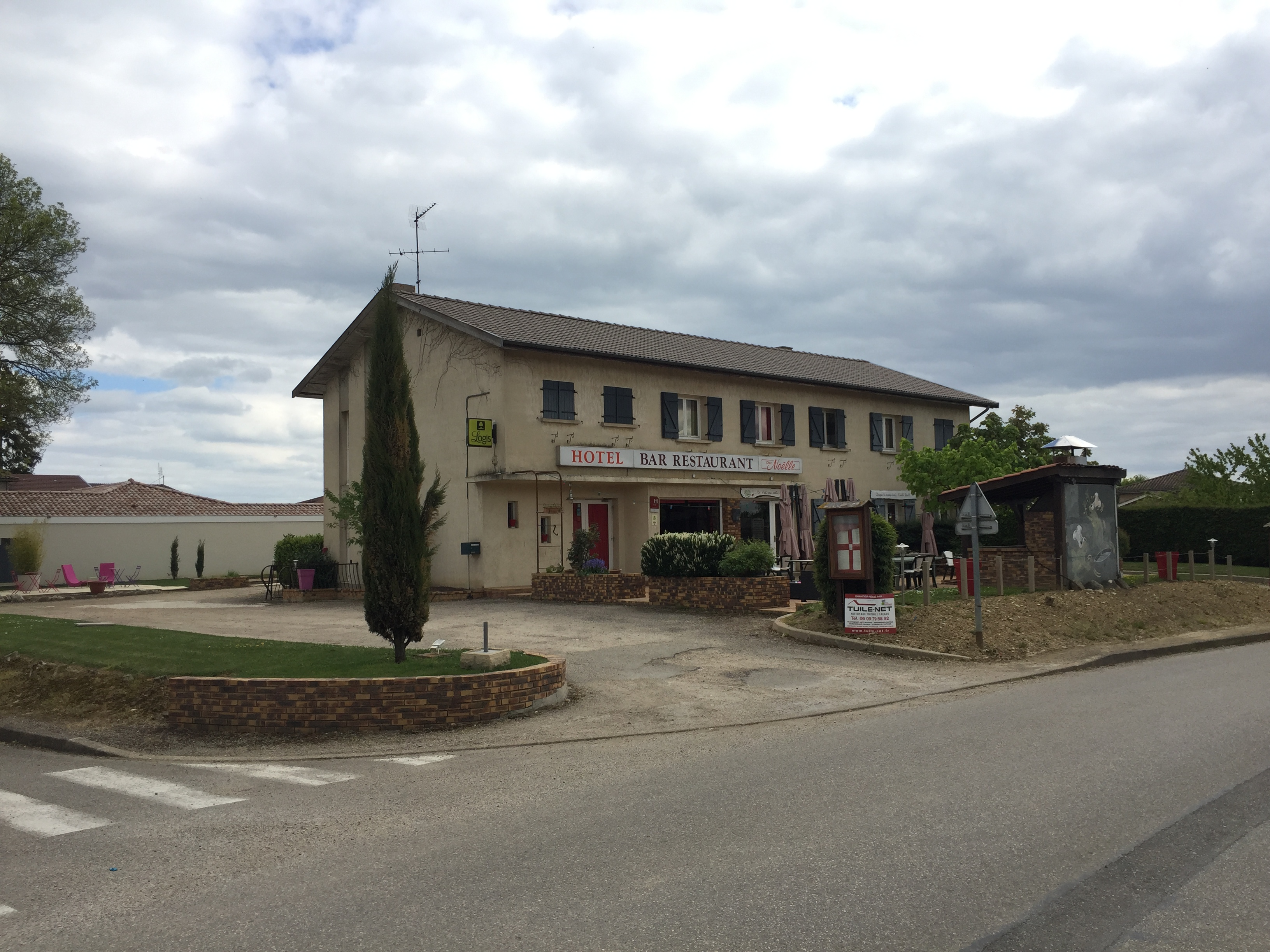
Hotel-Bar-Restaurant
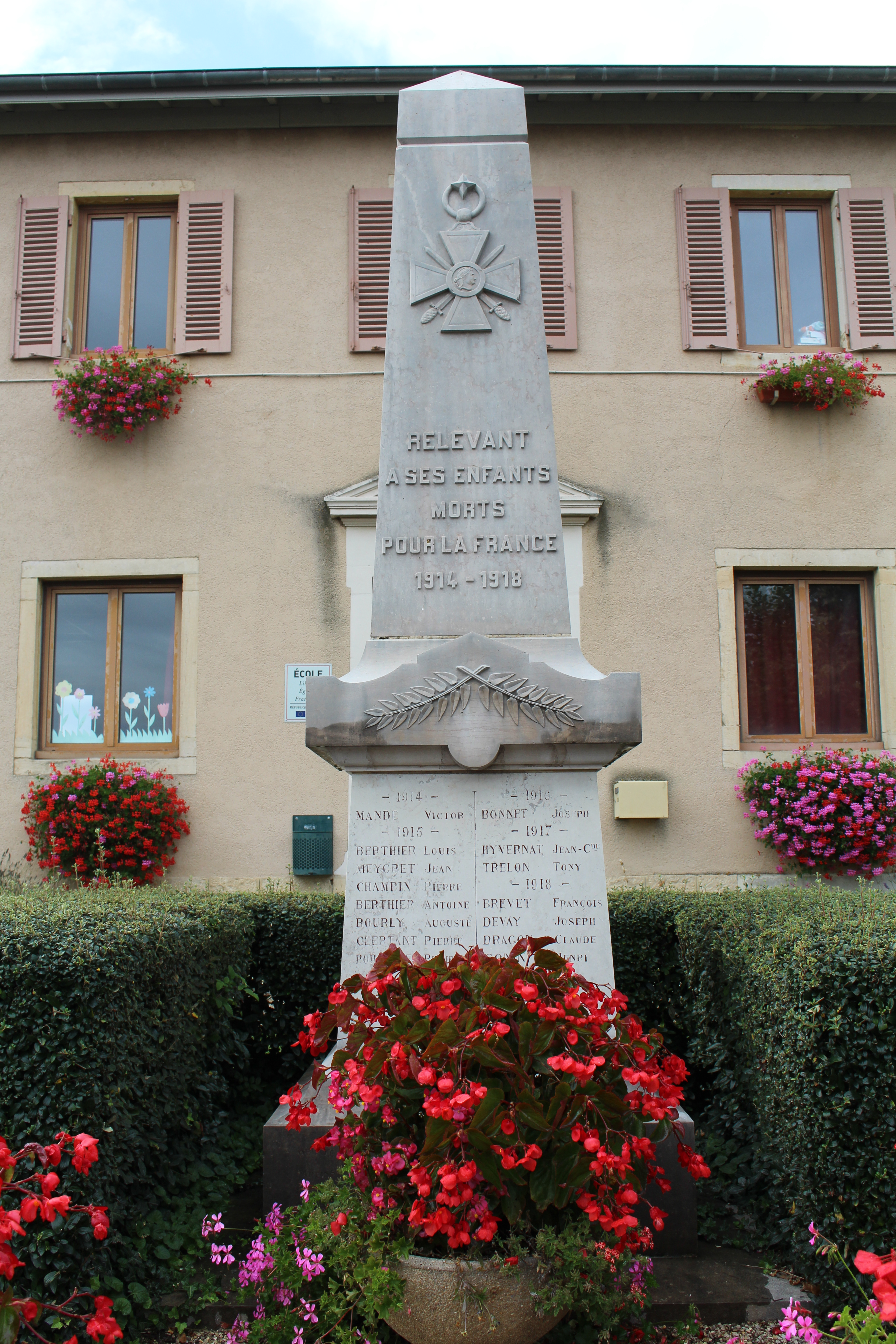
Gefallenendenkmal